# Seleção dos Estados Unidos de Handebol Masculino
A Seleção dos Estados Unidos de Handebol Masculino é a equipe nacional de handebol dos Estados Unidos do naipe masculino. Ela representa o país em competições internacionais.
Bem como a equipe feminina, a equipe masculina também não conquistou resultados expressivos em sua história e influencia no aspecto do handebol ser um dos esportes com o pior desempenho da nação em Jogos Olímpicos e Campeonatos Mundiais.

## Conquistas
- Jogos Pan-Americanos
  - Medalha de Ouro - 1987
  - Medalha de Bronze - 1991, 2003

## Ver Também
- Handebol dos Estados Unidos